# Iglesia de Nuestra Señora de la Victoria (Valladolid)
La iglesia de Nuestra Señora de la Victoria es un templo católico de estilo moderno ubicado en la ciudad española de Valladolid. 

## Historia y estilo
La parroquia se constituye en 1861. El nuevo templo se inauguró el 12 de marzo de 1967. El retablo procede de la primitiva Iglesia de S. Ildefonso. Se instaló en la Parroquia en 1863. Se acabó de pagar al escultor Esteban Jordán en 1594. La fachada procede de la iglesia del Convento de Nuestra Señora de la Victoria, convertida en sede de la parroquia en 1861 y demolida en 1965 para construir el templo actual.
- Datos: Q5909600
- Multimedia: Church of Nuestra Señora de la Victoria, Valladolid / Q5909600